# كلايتون ريتشارد
كلايتون ريتشارد (بالإنجليزية: Clayton Richard)‏ هو لاعب كرة قدم أمريكية أمريكي، ولد في 12 سبتمبر 1983 في لافاييت في الولايات المتحدة.

## وصلات خارجية
- كلايتون ريتشارد على موقع دوري كرة القاعدة الرئيسي (الإنجليزية)
- كلايتون ريتشارد على موقعبيزبول رفرنس.كوم (الدوري الرئيسي) (الإنجليزية)
- كلايتون ريتشارد على موقعبيزبول رفرنس.كوم (الدوري الثانوي) (الإنجليزية)
- كلايتون ريتشارد على موقع إي إس بي إن.كوم (أم.أل.بي) (الإنجليزية)
- كلايتون ريتشارد على موقع مشجعي الرسوم البيانية (الإنجليزية)

لم يتم العثور على روابط لمواقع التواصل الاجتماعي.